# Aserbajdsjans Grand Prix
Aserbajdsjans Grand Prix er et Formel 1-løb, som bliver kørt på Baku City Circuit i Baku, Aserbajdsjan. Løbet blev kørt for første gang i 2017.

## Historie
Baku blev for første gang kørt som et Formel 1-løb som Europas Grand Prix i 2016. Det blev for første gang blev afholdt som sit eget grand prix som del af 2017-sæsonen.
Ræset blev i 2020 først udskudt, og senere aflyst som resultat af coronaviruspandemien.

## Vindere af Aserbajdsjans Grand Prix
| År   | Kører            | Konstruktør         | Bane              | Rapport |
| ---- | ---------------- | ------------------- | ----------------- | ------- |
| 2017 | Daniel Ricciardo | Red Bull-TAG Heuer  | Baku City Circuit | Rapport |
| 2018 | Lewis Hamilton   | Mercedes            | Baku City Circuit | Rapport |
| 2019 | Valtteri Bottas  | Mercedes            | Baku City Circuit | Rapport |
| 2020 | Aflyst           | Aflyst              | Aflyst            | Aflyst  |
| 2021 | Sergio Pérez     | Red Bull-Honda      | Baku City Circuit | Rapport |
| 2022 | Max Verstappen   | Red Bull-RBPT       | Baku City Circuit | Rapport |
| 2023 | Sergio Pérez     | Red Bull-Honda RBPT | Baku City Circuit | Rapport |